# ビジット・ジャパン・キャンペーン
ビジット・ジャパン・キャンペーン（英語: Visit JAPAN Campaign）は、国土交通省が中心となって行っている訪日外国人旅行の促進キャンペーンである。

## 概要

訪日観光客数の推移(2003年-2015年)

2003年1月31日に、当時の内閣総理大臣小泉純一郎が、2010年に訪日外国人旅行者を1000万人にして（当時年間約500万人に留まっていた訪日外国人を倍増させ、日本からの海外旅行者年間約1600万人とのギャップを縮小する）観光立国を目指す構想を施政方針演説で発表した。
これを受ける形で、国土交通大臣が本部長となり関係省庁および民間団体・企業が参加する「ビジット・ジャパン・キャンペーン実施本部」が2003年4月1日に発足した。また、同時に海外における訪日誘致事業・広報などの実務を行う「ビジット・ジャパン・キャンペーン実施本部事務局」が霞が関全日通ビル内に設置された。この事務局には、民間ノウハウの活用と官民一体で誘致事業を進めることを目的として社団法人日本ツーリズム産業団体連合会(通称TIJ)会員企業各社(株式会社JTB、株式会社日本航空、全日本空輸株式会社、近畿日本ツーリスト株式会社、株式会社日本旅行、株式会社プリンスホテル、東日本旅客鉄道株式会社)ならびに社団法人日本観光協会、独立行政法人国際観光振興機構(JNTO)からそれぞれ実務者が派遣された。この事務局の精力的な活動により2007年末まで順調に訪日外国人が増加し、「2010年、1,000万人達成が視野に入りつある」「2008年10月に観光庁の設置が決定し、訪日誘致体制が強化されつつある」ことから2008年3月31日に訪日誘致事業を独立行政法人国際観光振興機構(JNTO)に移管し、同日に事務局は解散した。
2008年の訪日外国人旅行者数は835万人となり過去最高を記録したが、2007年からの世界金融危機、2008年のリーマン・ショックによる世界的な不況の影響を大きく受け、2009年は679万人と大きく落ち込み、2011年も東北地方太平洋沖地震（東日本大震災）と福島第一原子力発電所事故で落ち込んだ。しかし、2012年末からアベノミクスによる円安が進むと訪日外国人旅行者数が急増し、2013年に年間1,036万人を記録して初めて1,000万人の大台を超え、その2年後の2015年には2,000万人目前の年間1,974万人を記録して45年ぶりに出国日本人旅行者数を訪日外国人旅行者数が上回った。
これを受けて日本政府（第3次安倍内閣）は2016年に従来の訪日外国人旅行者数の目標を改め、2020年に年間4,000万人、2030年に年間6,000万人を目指すことことにした。
2019年の訪日外客数は3,188万人となり過去最高を記録したが、2020年は新型コロナウイルスの流行の影響により低迷している。2020年5月の訪日外客数（推計値）が前年同月比99.9%減の1,700人にまで落ち込み、過去最少となった。

## 背景
2002年に閣議決定された「経済財政運営と構造改革に関する基本方針2002」は、国土交通省に対し、2003年より外国人旅行者の訪日を促進する戦略を構築すべしという課題を示した。
そこで国土交通省が策定したのが「グローバル観光戦略」である。この「グローバル観光戦略」は、具体的には以下の4戦略から構成されている。
「外国人旅行者訪日促進戦略」
より多くの外国人の日本への来訪を促すために、調査等を行い市場を見極めると同時に、それらのニーズに応じた旅行商品を開発し、それらを海外で広報する。
外国人が訪日しやすいように旅行査証取得の負担を軽減したりする。
「外国人旅行者受入れ戦略」
外国語で書かれた案内など、外国人旅行者に向けたインフォメーションの整備を行う。
観光地などで外国人旅行者を歓迎する雰囲気の醸成を行う。
「観光産業高度化戦略」
観光産業をさらに発展させていくために、新たな観光事業の展開を図る事業者への支援を行ったり、観光関連産業の連携強化を支援する。
「推進戦略」
これらの戦略を、官民が連携しつつ推進し、各施策の目標達成度を常に測り、新たな戦略を構築して行く。
ビジット・ジャパン・キャンペーンはこの中の「外国人旅行者訪日促進戦略」の一環として行われることとなった。

## スローガン

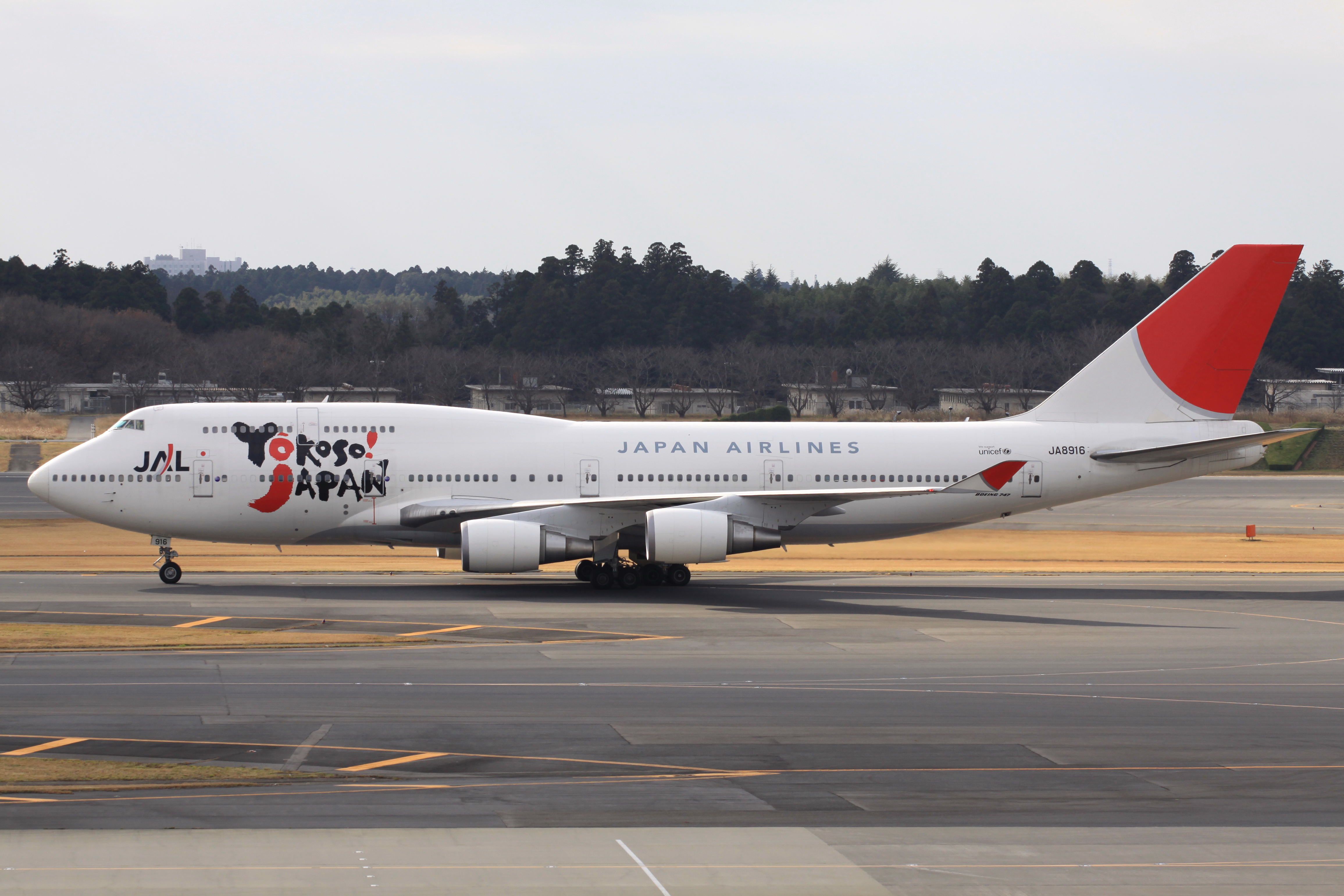
航空機の機体にペイントされた「YŌKOSO! JAPAN」（日本航空 ボーイング747-400）

「YŌKOSO! JAPAN」はビジット・ジャパン・キャンペーンの初代ロゴマークに書かれているスローガンであり、外国人訪日旅行者への歓迎を表現したものである。
キャンペーンの一環として行われているイベントのタイトルとしてもこのスローガンが用いられた。また、ロゴマークは各種の資料やポスター、航空機の機体ペイントなどに用いられ、キャンペーンの告知を助けている。
2010年4月以降はこれに代わり、「Japan. Endless Discovery.」という新しいロゴ・スローガンが用いられている。

## イベント
イベントの中で最も大規模なものは、2005年より毎年行われている「YŌKOSO! JAPAN WEEKS」である。
これは、旧正月（春節）の期間、東アジアからの訪日旅行者を対象に、冬の日本の魅力などを広報し、集客の拡大に努めているものである。
国内においては、協賛企業を募り、訪日旅行者に対して各種の優待・割引を斡旋したり、各種言語に対応する案内書の作成やコールセンターの開設などで訪日旅行者が観光しやすい環境作りを行っている。

## 広報担当者
ビジット・ジャパン・キャンペーンの広報役として、国内外の芸能人に対して観光親善大使を任命し、イベントなどを行っている。
- 観光広報大使：木村佳乃（2004年度より）
- 台湾親善特使：S.H.E（2003年度）
- 台湾親善大使：林志玲（2004年度～2006年度）
- 台湾親善大使：賴雅妍（2007年度より）
- 米国親善大使：パフィー（2005年度）
- 香港親善大使：イーソン・チャン（陳奕迅）（2005年度）
- 香港親善大使：イザベラ・リョン（梁洛施）（2006年度）
- 香港親善大使：フィオナ・シット（薛凱琪）（2007年度）
- ようこそ！ジャパン応援団（サポーター）：美勇伝
- ビジット・ジャパン・キャンペーン韓国観光親善大使：ユンナ（Younha）（2007年度）

## 訪日促進重点国・地域
ビジット・ジャパン・キャンペーンでは、訪日者の増加が見込める国や地域を「促進重点国・地域」と定め、それぞれの国や地域の特性に合わせたPR活動を行っている。
- 2003年度：韓国、台湾、米国、中国、香港
- 2004年度：英国、ドイツ、フランスを追加
- 2005年度：タイ、シンガポール、オーストラリア、カナダを追加
- 2010年度：マレーシア、インド、ロシアを追加
- 2012年度：インドネシア、フィリピン、ベトナムを追加

## 観光ビザの緩和
2004年には、韓国・中国からの修学旅行生に対して短期滞在査証（観光ビザ）の免除を、台湾からの修学旅行生に対しては短期滞在査証の手数料の免除を外務省が行った。また、香港からの観光客に対しては短期滞在査証の免除を開始した。
2005年に開催された「愛・地球博（愛知万博）」開催期間には、韓国・台湾からの訪日観光客に対して、短期滞在査証の免除を行い、その後も免除措置を延長・恒久化した。
中華人民共和国に対しては、2000年に北京市、上海市、広東省の住民を対象に、団体観光査証の発給が開始され、2005年にはそれまで限られた3市5省のみに発給していた団体観光査証の発給対象地域を全土に拡大した。2008年に家族観光査証の発給が開始された。
2009年7月には、多様な旅行形態や目的地に対応できるよう、中国人への個人観光査証が、開始から1年間は試行期間として、解禁された。個人観光査証発給の対象者は、職業や経済力などを含め、身元の確実な人物とその家族に限られ、必ず認められる訳ではないが、申請手続きは、指定旅行会社を通して在外公館で審査が行われる。
2010年7月には、それまでの富裕層だけでなく、中間層にまで個人観光査証発給を拡大した。
2011年7月には、沖縄県の要望で導入された観光数次査証（マルチビザ）（初回訪問地を沖縄県にすることを条件として、3年以内ならば何回でも訪日できる）の発給が開始された。
2011年9月1日には、官公庁や大企業の管理職を指す「一定の職業上の地位」の要件を撤廃し、滞在期間も15日から30日間に延長した。
2012年7月には、観光数次査証の発給要件が緩和され、岩手県・宮城県・福島県の東日本大震災被災地3県の訪問についても、同査証の取得申請が可能となった。1回の滞在期間は最長90日間、2回目以降の訪日では被災地を訪問しなくても可能となった。
2013年には、タイ王国、マレーシアからの観光客に対して観光査証が免除され、2014年にはインドネシアからの観光客のうち、バイオメトリック・パスポートを所持する人についても観光査証が免除された。
2015年1月19日には、中国人個人観光客に対する査証発行要件の経済要件（十分な経済力→一定の経済力）などが、条件付で緩和（審査基準は非公開）された。